# Vemathambema elongata
Vemathambema elongata là một loài chân đều trong họ Echinothambematidae. Loài này được Menzies miêu tả khoa học năm 1962.